# 최하영
최하영(崔夏永, 일본식 이름: 香山夏永가야마 가에이, 1908년 7월 18일 ~ 1978년 7월 29일)은 일제강점기의 관료 겸 대한민국의 정치인, 기업인으로, 본적은 경기도 이천군 이천읍이다.

## 생애
어린 시절 일본으로 유학했으며 효고 현립 히메지 중학교와 마쓰에 고등학교 문과를 졸업했다. 1933년 도쿄 제국대학 법학부 정치학과를 졸업했고 같은 해 10월 고등문관시험 행정과에 합격했다. 1934년 4월 조선인으로는 드물게 일본 내무성 도쿄부 속(屬)으로 임명되었으며 1937년 10월 26일부터 1941년 11월 18일까지 조선총독부 내무국 사무관으로 근무했다.
조선총독부 내무국 사무관 재직 시절 하산호 전투(장고봉 사건)에 가담한 현지 군부대 위문과 피난민 구제, 군사원호, 군인 및 유가족 위문, 상이군인요양소 설치 계획 수립, 군인 위문금 모집, 군인 위문품 취급 및 증정에 관한 사무를 시행하는 한편 일본 제국의 《국가총동원법》에 기초한 노무 관계 법령의 제정 및 시행 등에 관한 사무를 담당했다.
1940년 4월 29일 중일 전쟁에 협력한 공로를 인정받아 일본 정부로부터 훈6등 서보장을 받았고 1941년 11월 19일부터 1942년 10월 31일까지 조선총독부 후생국 사무관, 1942년 11월 1일부터 1943년 9월 29일까지 조선총독부 사정국 사무관으로 근무했다.
1943년 9월 30일 조선총독부 서기관 겸 총무국 조사국장, 1943년 12월 1일 총독관방 조사과장으로 임명되었으며 1944년 1월 15일 조선중앙정보위원회 위원, 1944년 6월 15일 국민총력운동연락위원회 위원으로 위촉되었다. 1945년 4월 17일 조선총독부 농상국 농상과장으로 임명되었고 1945년 8월 광복 때까지 고등관 4등과 종6위에 서위되었다. 이러한 경력으로 인해 친일파 708인 명단의 조선총독부 사무관 부문, 민족문제연구소의 친일인명사전 수록자 명단의 관료 부문, 친일반민족행위진상규명위원회가 발표한 친일반민족행위 705인 명단에 포함되었다.
광복 이후인 1945년 10월 미 군정청 농상국장 고문을 역임했으며 1946년 천일제약주식회사 이사를 역임했다. 1948년 6월 1일 헌법기초위원회 위원에 선임되었다. 1950년 5월 30일에 실시된 대한민국 제2대 국회의원 선거에서 무소속으로 출마했지만 3위로 낙선했다.
1951년 심계원 사무총국장, 1952년 심계원 차장을 차례로 역임했으며 1956년 10월 3일부터 1960년 6월 9일까지 제4대 심계원장을 역임했다. 1960년 7월 29일부터 제5대 대한민국 민의원 의원을 역임했지만 1961년 2월 21일 《반민주행위자 공민권 제한법》에 따라 의원직을 상실했다. 1963년 11월 26일에 실시된 대한민국 제6대 국회의원 선거에서는 민주공화당 후보로 출마했지만 2위로 낙선했다. 1966년 동광운수주식회사 대표이사, 한국정밀기공업주식회사 사장 등을 역임했다.

## 역대 선거 결과
|  | 18.01% |

|  | 16.94% |

|  | 34.71% |

## 참고 자료
- 친일반민족행위진상규명위원회 (2009). 〈최하영〉. 《친일반민족행위진상규명 보고서 Ⅳ-18》. 서울. 515~525쪽.